# S Tennis Masters Challenger 1993
L'S Tennis Masters Challenger 1993 è stato un torneo di tennis facente parte della categoria ATP Challenger Series nell'ambito dell'ATP Challenger Series 1993. Il torneo si è giocato a Graz in Austria dal 16 al 22 agosto 1993 su campi in terra rossa.

## Vincitori

### Singolare
Alberto Berasategui ha battuto in finale  Carlos Costa con il punteggio di 6–4, 6–3

### Doppio
Filip Dewulf /  Tom Vanhoudt hanno battuto in finale  Jordi Arrese /  Francisco Roig con il punteggio di 6–7, 6–2, 6–3